# Галицька стінка
Га́лицька стінка — ландшафтний заказник місцевого значення в Україні. Розташований у межах Сокирянського району Чернівецької області, біля села Галиця, на захід від села Ломачинці. Входить до складу національного природного парку «Хотинський». 
Площа 119,4 га. Статус надано згідно з рішенням 2-ї сесії обласної ради XXII скликання від 16.12.1994 року. 
Статус надано з метою збереження природного комплексу на правобережному схилі каньйону річки Дністер і його приток з лісовою рослинністю, мальовничими геоморфологічними і цінними геологічними утвореннями (печери, скелі, геологічні відшарування). 
Цінний природний комплекс схилів каньйону річки Дністер і його приток з лісовою рослинністю, мальовничими геоморфологічними і цінними геологічними утвореннями(печери, скелі). На території заказника у вапнякових урвищах можна побачити безліч великих та малих ерозійно-корозійних ніш, гротів та печер. 
Стінка являє собою урвище у вапняках сарматського віку. Вапняки крупно шаруваті, жовтувато-сірого та світло-сірого кольору, доволі ніздрюваті і посічені тріщинами — тектонічними, тріщинами відсідання, сколу та нашарування. У гарному стані збереглись гроти ерозійного походження, що фіксують колишній рівень води у Дністрі на час формування уступу четвертої тераси. Глибина гротів сягає 3—4 м, висота стелі коливається від 0,4 до 3 м, що створює умови для тимчасового перебування окремих видів фауни. 
На стінах двох гротів виявлені наскельні графіті християнської тематики (хрести); за свідченням істориків, вік їхнього нарізання ймовірно XV-XVI ст., що збільшує історичну цінність цієї стінки. Безпосередньо до території НПП «Хотинський» примикає територія діючого скельного Свято-Миколаївського чоловічого монастиря, відомого з часів середньовіччя. Основою для його формування стали гроти на східному фрагменті Галицької стінки, які були розширені і пристосовані для келій монахів і приміщення церкви. Це популярна пам'ятка сакрального мистецтва і в перспективі може становити практичний інтерес для НПП «Хотинський», як об'єкт релігійного туризму.